# Nelumbonaceae
Las nelumbonáceas (Nelumbonaceae) son una familia de angiospermas acuáticas del orden Proteales. Consta de un único género, Nelumbo con dos especies. 

Se distribuyen por el sur de Rusia, Asia, norte de Australia, Norteamérica oriental, Centroamérica y las Antillas. Se les da el nombre vulgar de «lotos» (y junto con las Nymphaeaceae se los llama «nenúfares»). Su especie tipo es Nelumbo nucifera Gaertn., 1788. El nombre Nelumbo proviene del cingalés ne-lum bu, que es el nombre vulgar de esta planta en Sri Lanka.

## Descripción
Hierbas acuáticas perennes, con rizomas horizontales y tubérculos en forma de banana en el extremo de los rizomas al final de la estación de crecimiento, laticíferos articulados presentes, cutícula con cera en túbulos agrupados. Nudos con raíces adventicias, una hoja y un catáfilo carnoso envolviendo su base en un lado, otro catáfilo opuesto. Indumento ausente.

Hojas simples, peltadas, emergidas o flotantes, peciolos cilíndricos, de hasta 2 m de largo, con acúleos, el limbo cóncavo, de 10-100 cm de diámetro, orbicular, entero, la haz glauca e hidrófoba por la presencia de cera, nerviación actinódroma, dividiéndose dicótomamente, vernación involuta, estípulas intrapeciolares, envainantes, ocreiformes. Estomas anomocíticos, haploqueílicos, epistomáticos.

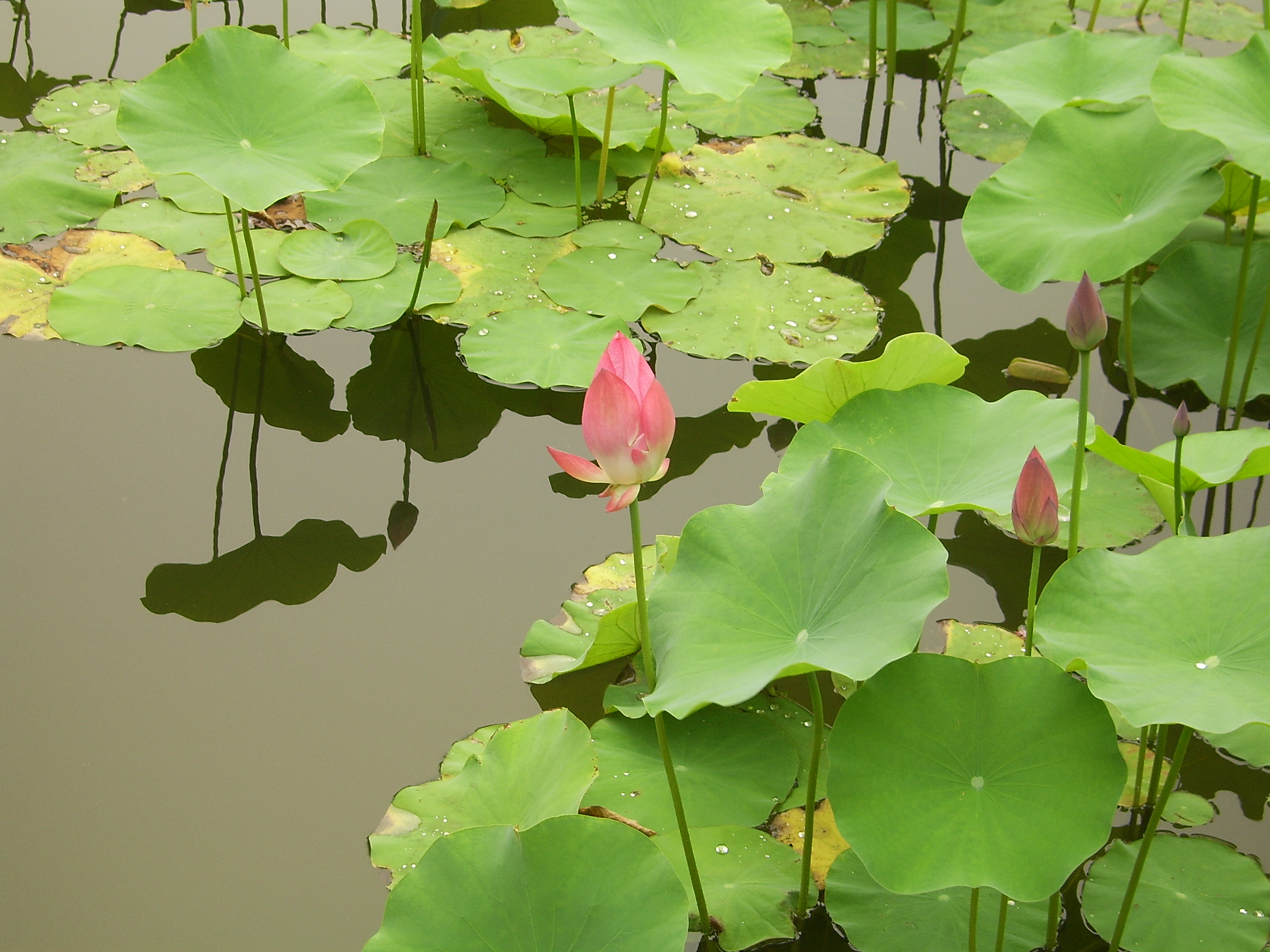
Hábito.
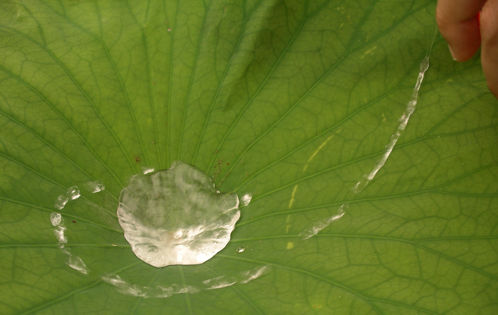
Hoja. Nótese el limbo cóncavo con nerviación actinódroma y cutícula hidrófoba.
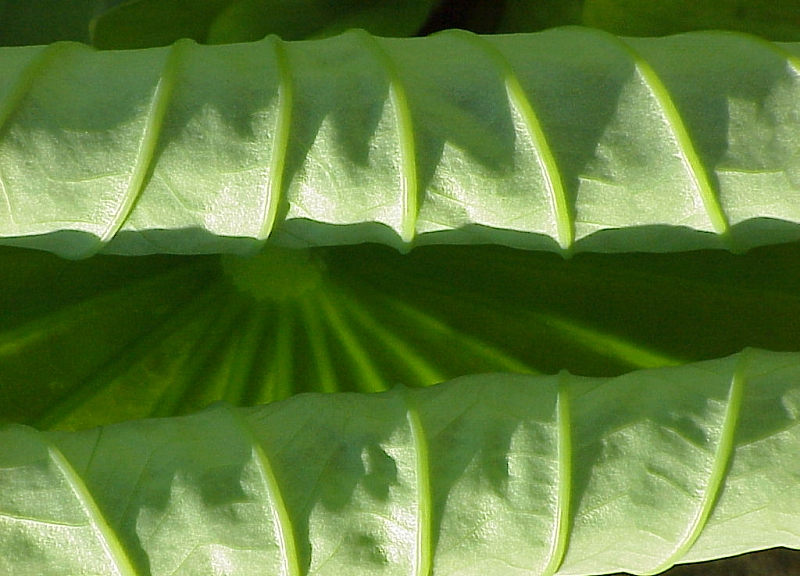
Hoja.  Vernación involuta.
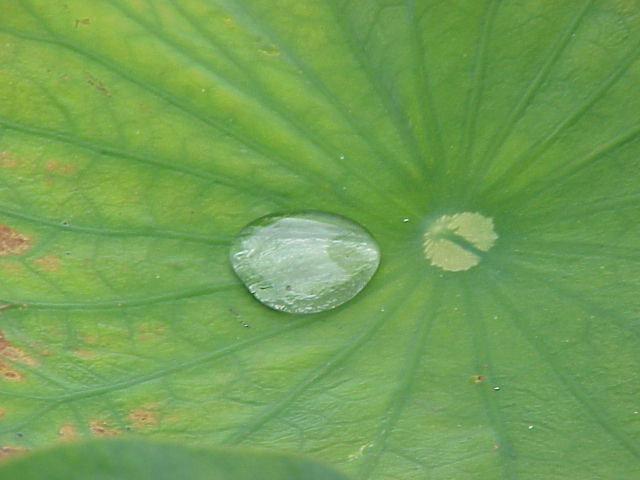
Superficie foliar hidrófoba de Nelumbo lutea
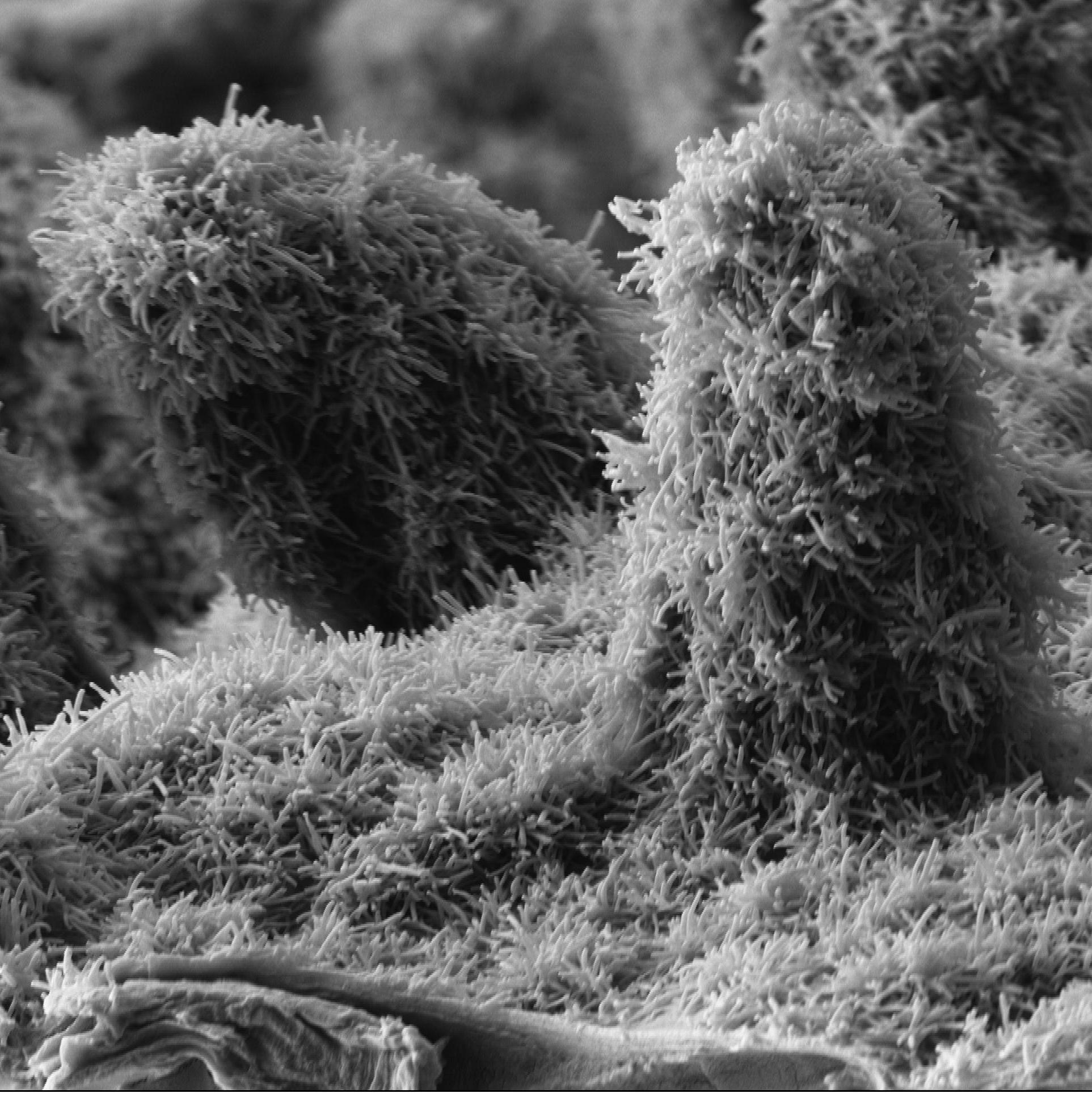
Superficie foliar ampliada 10000 veces. Los cristales de cera son los responsables del comportamiento hidrofóbo.

Tallos rizomatosos, xilema sin vasos, cavidades secretoras presentes, con látex. Rizomas, raíces y pecíolos con aerénquima desarrollado, dejando grandes espacios intercelulares, las células que recubren los canales aéreos con acúmulos de cristales de oxalato cálcico. Haces de vasos colaterales, esparcidos, sin cámbium. Limbo foliar con cavidades secretoras conteniendo látex, sin idioblastos esclerenquimáticos. Raíces con vasos xilemáticos.

Flores perfectas, actinomorfas, solitarias, aparentemente axilares, sin bractéolas, hipóginas, con perianto de disposición espiralada, grandes (10-100 cm de diámetro), con un sistema vascular cortical, de color rosa, blanco o amarillento, por encima de la superficie del agua sobre pedúnculos cilíndricos de hasta 2 m de largo. Receptáculo obcónico, grande, truncado, esponjoso, los lados estriados a rugosos. Perianto usualmente caduco, imbricado, de 2(-8) sépalos y (10-)20-30 pétalos. Androceo de 200-300(-400) estambres libres, filantéreos, anteras tetraesporangiadas, no versátiles, latrorsas o introrsas, o bien las de los miembros externos extrorsas y las de los internos introrsas, conectivo prolongado en un apéndice uncinado, plano o clavado, termógeno, dehiscencia longitudinal. Gineceo súpero, apocárpico de (2-)12-30(-40) carpelos libres, espirales, incrustados en la cara superior del receptáculo, ocluidos por secreciones, cada uno con un estilodio muy corto o casi ausente, estigma circular, húmedo, con un canal descendente hasta el ovario recubierto de largas papilas, óvulo 1(-2) por carpelo, anátropo, apótropo, bitégmico, crasinucelado, péndulo, con cubierta nuclear y obturador funicular, placentación apical ventral.

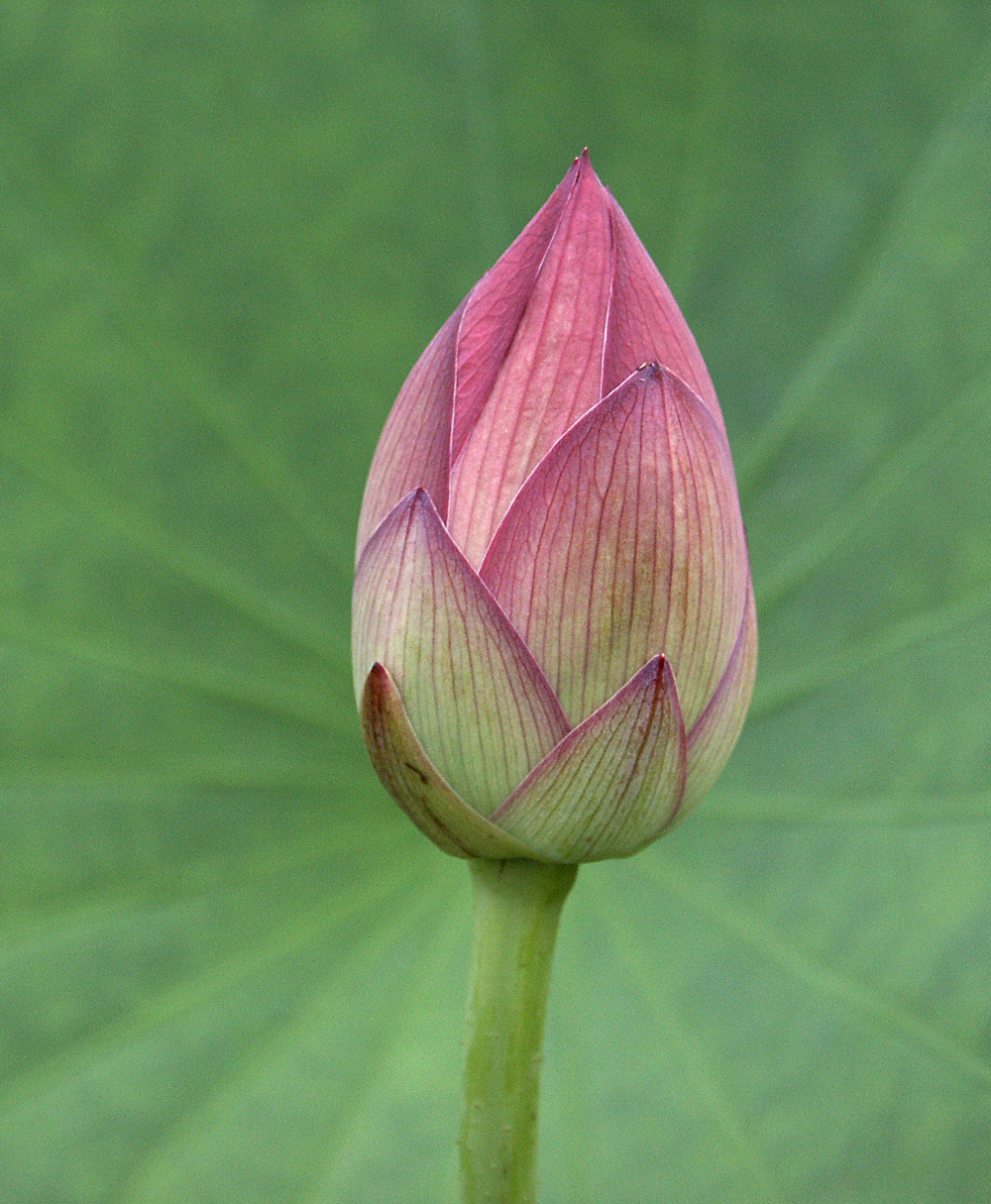
Pimpollo. Nótese el perianto de disposición espiralada, donde los sépalos se parecen cada vez más a los pétalos hacia el centro de la espiral.
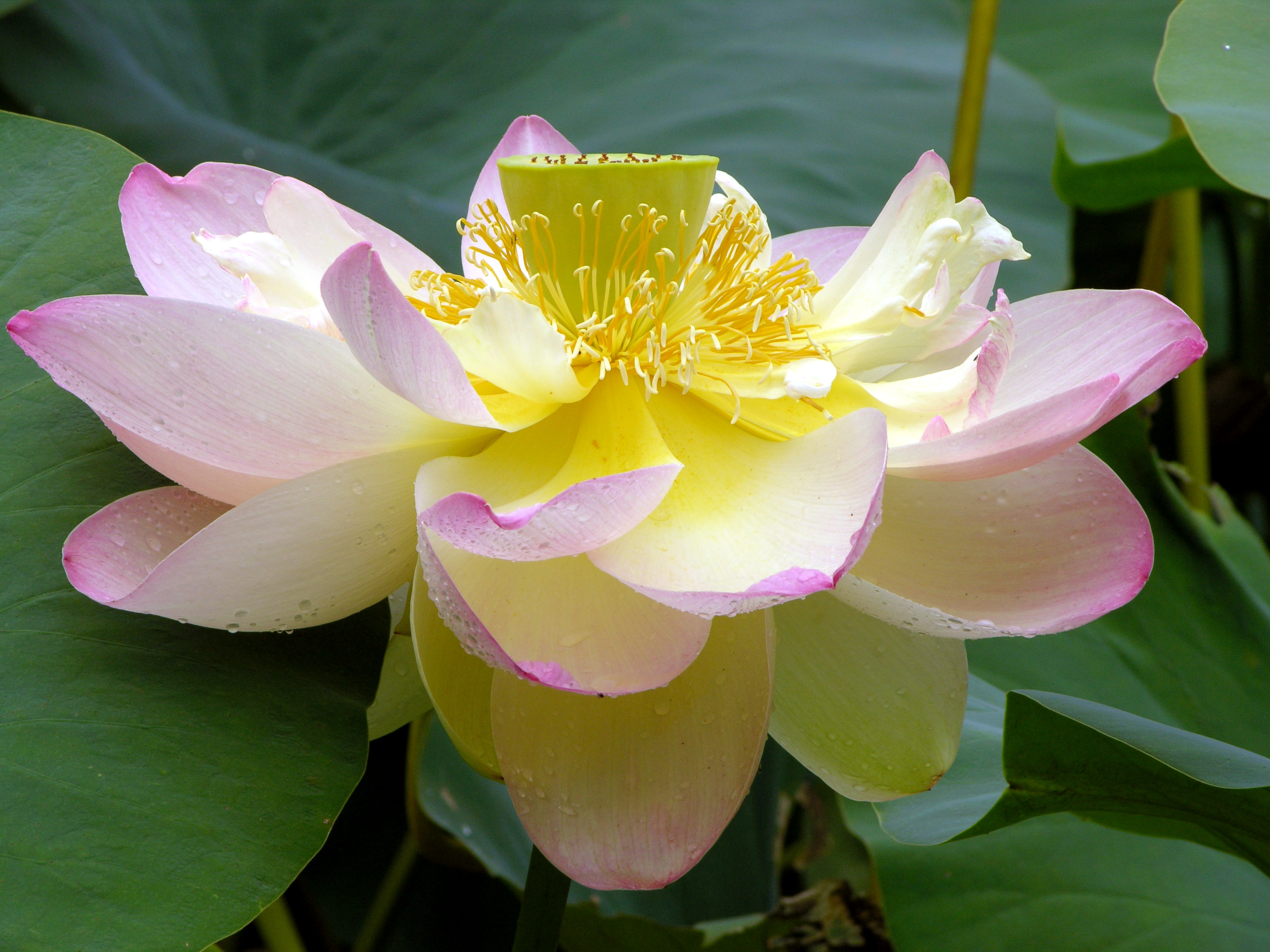
Flor abierta.  Nótense los estambres filantéreos de anteras no versátiles, y los carpelos incrustados en la cara superior del receptáculo, con estilodio muy corto y estigma circular.
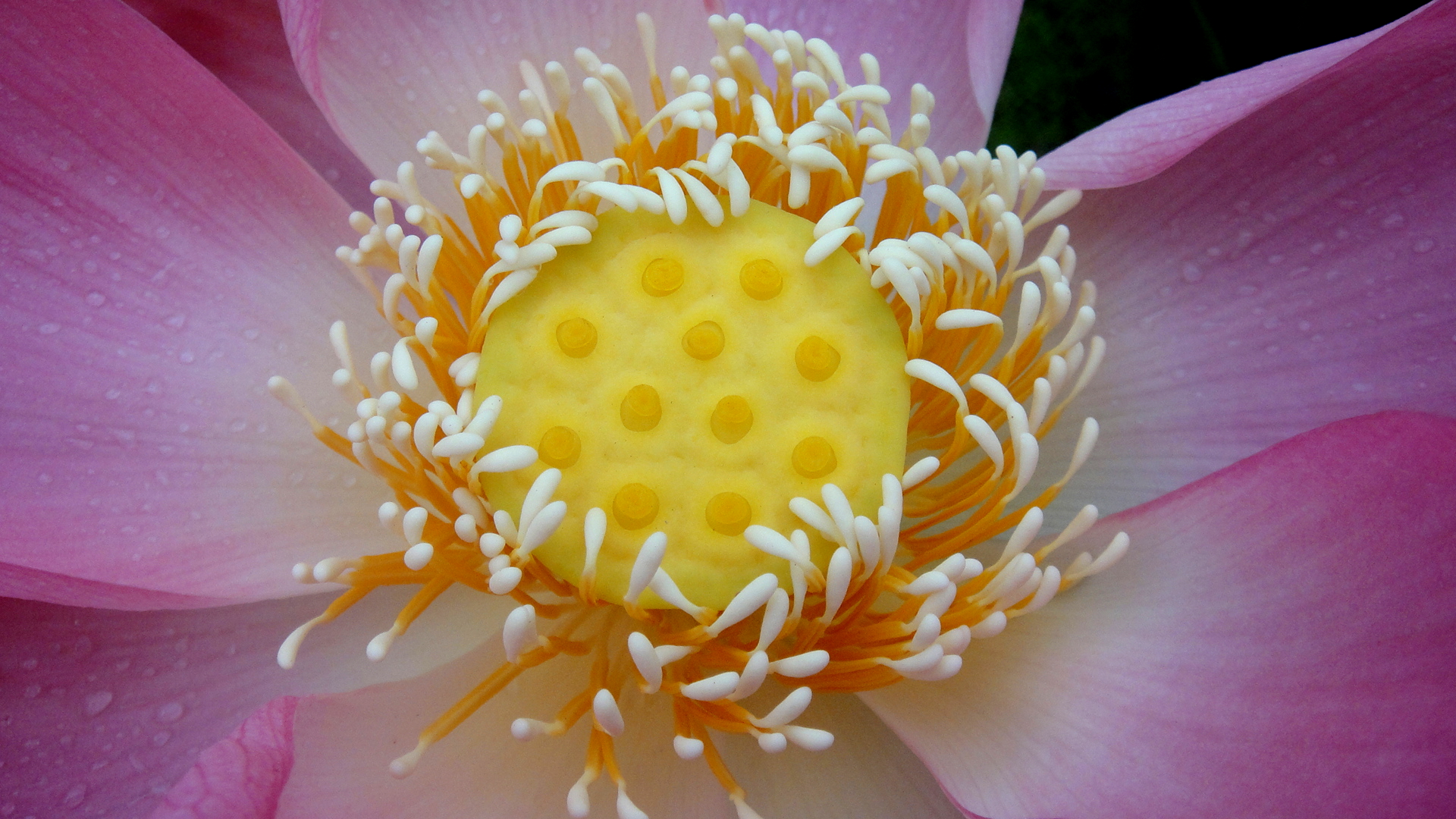
Detalle de los estambres y receptáculo.

Fruto en núcula globosa o alargada, con poro apical, el pericarpio soldado a la testa, ambos endurecidos, inmersos en el receptáculo acrescente y esclerificado.

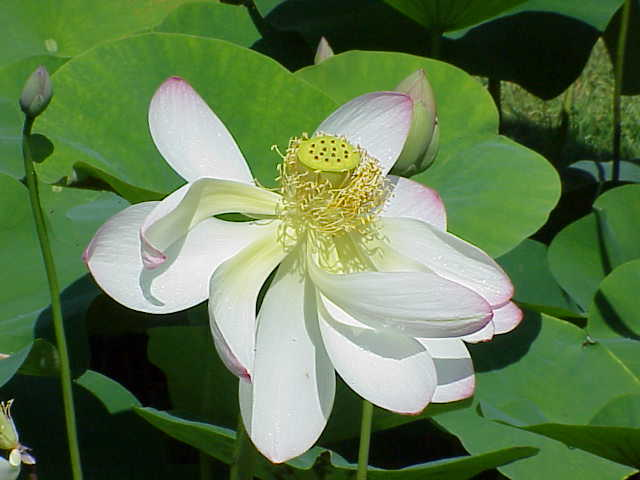
Flor.  Perianto y anteras caen al tercer día.
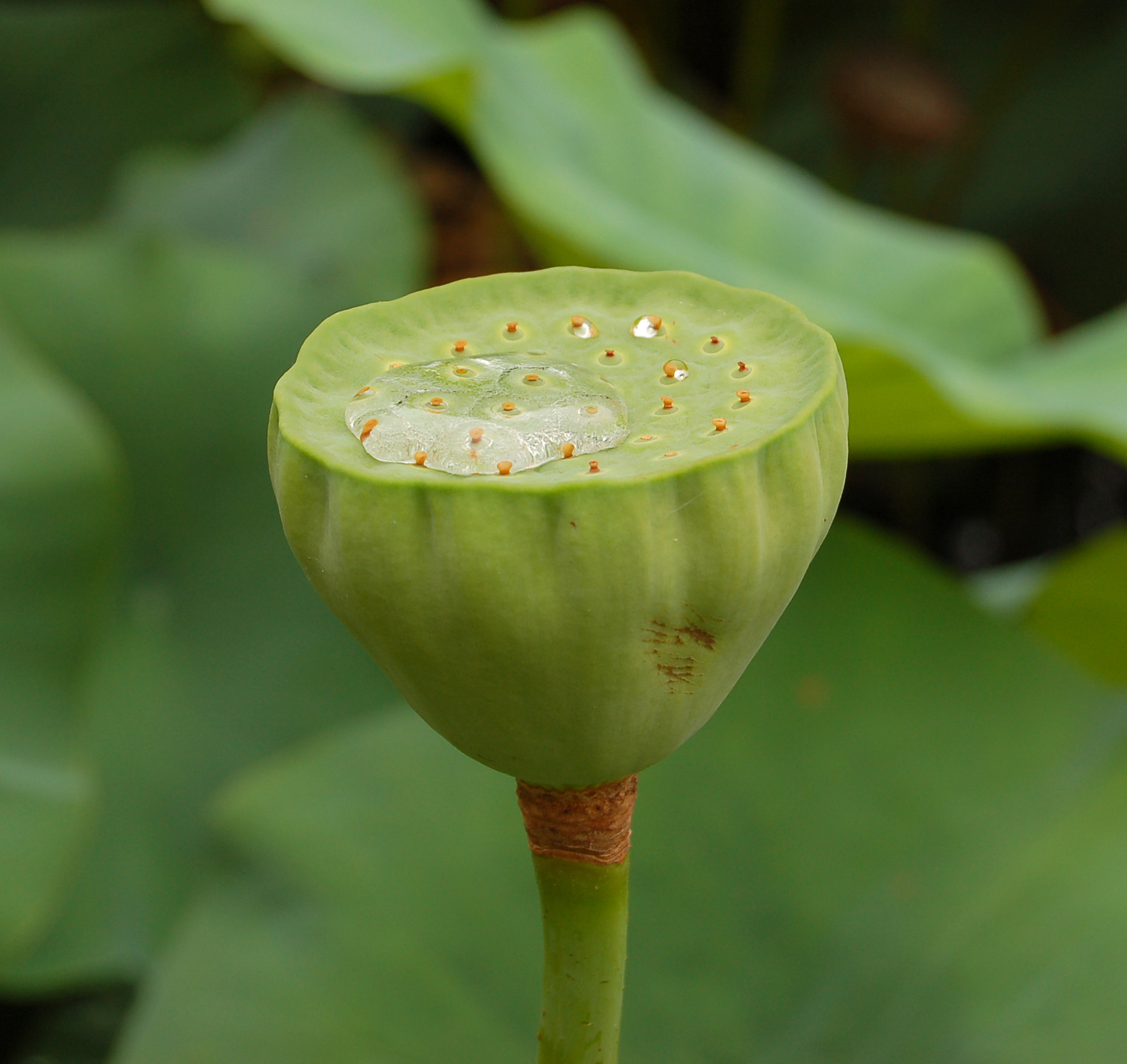
Frutos.  Son núculas inmersas en el receptáculo.
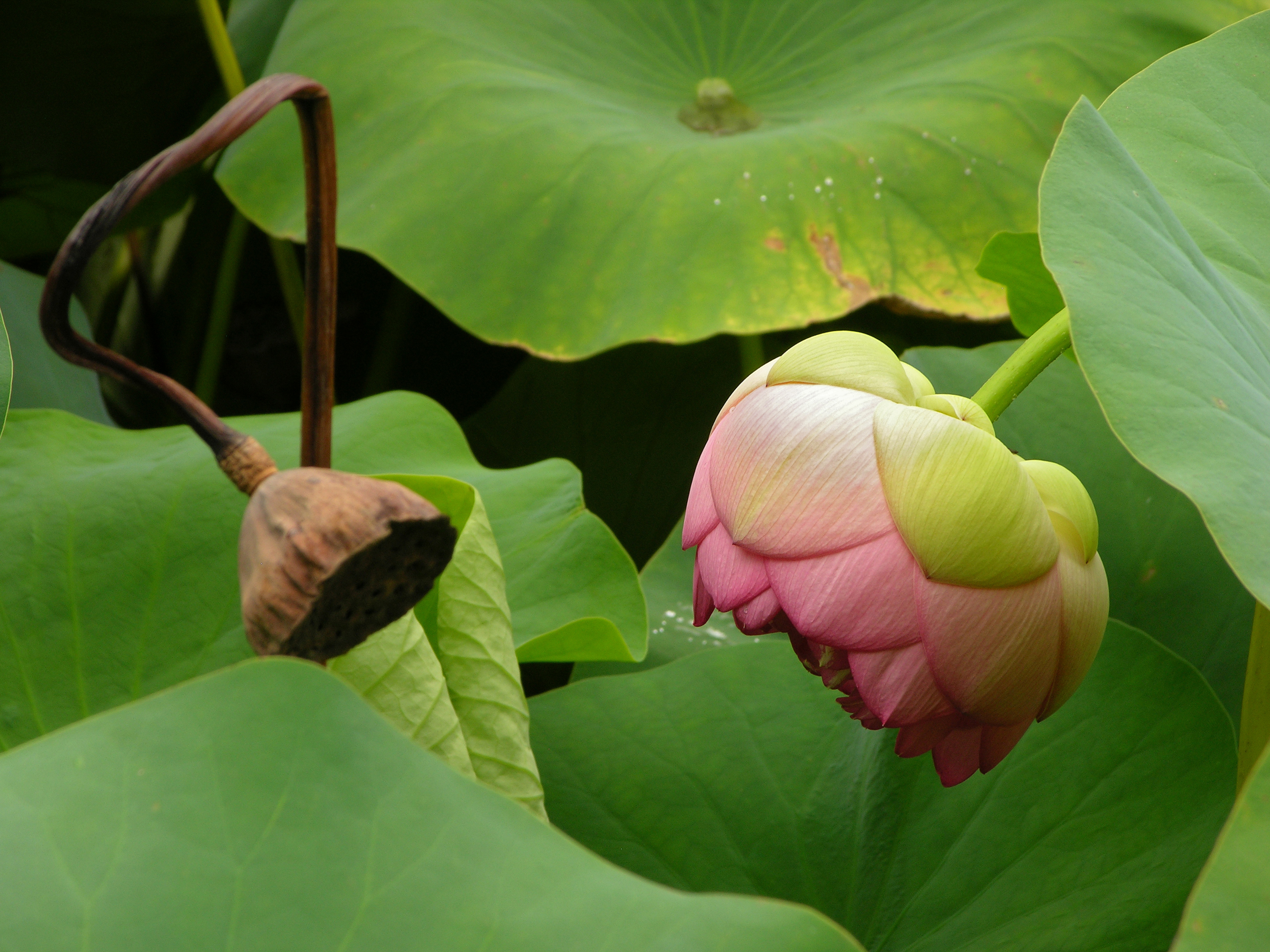
Frutos.El pedúnculo del fruto se dobla en 180º, produciéndose la maduración y el oscurecimiento del mismo (el pedúnculo de la flor fue girado para la foto).

Semillas soldada al pericarpio, con endospermo escaso o prácticamente inexistente, sin perispermo, embrión con 2 cotiledones gruesos, carnosos, la plúmula verde envuelta en una vaina, la radícula no funcional.

## Ecología

### Palinología
Polen globoso a esferoidal, tricolpado, tectado-columelado, superficie rugulada con perforaciones tectales prominentes o reticulada.

### Citología
- Número cromosómico: 2n = 16 en ambas especies.[1]

La antesis de cada flor dura tres días. Las flores son protóginas, empezando la dehiscencia de la anteras a partir del segundo día y la caída de los estambres y el perianto el tercero. El conectivo estaminal y su apéndice son termogénicos, elevando la temperatura de la flor unos 5-10 °C por encima de la temperatura ambiente, lo que facilita la difusión de olores que atraen a los insectos polinizadores, fundamentalmente coleópteros. Tras la caída de perianto y estambres, el pedúnculo del fruto se dobla en 180°, produciéndose la maduración y el oscurecimiento del mismo. El receptáculo se desprende y cae al agua, donde flota con los frutos en la parte emergida; los frutos que se desprenden de él también flotan. Las semillas son muy longevas, permaneciendo con capacidad de germinación durante varios siglos (se han encontrado en tumbas de hace 30 siglos y han germinado sin mayores problemas).
La distribución actual del género es menos amplia de lo que debió ser en tiempos pasados, a juzgar por sus restos fósiles. Se encuentran en charcas, pantanos, lagunas, lagos y arroyos de corriente lenta, hasta una profundidad de 2 m.

## Fitoquímica
Es bien conocida la presencia de numerosos alcaloides benzilisoquinolínicos, tales como la benziltetrahidroisoquinolina, la aporfina, la proaporfina y la bisbenziltetrahidroisoquinolina. También presentan flavonoles, flavonas y proantocianidinas. Ceras cuticulares muy diferentes a las de las ninfeáceas, basadas fundamentalmente en nonacosan-4,10-diol o nonacosan-5,10-diol. Ácido elágico, saponinas y sapogeninas ausentes. Plantas no cianogenéticas.

## Usos
Ambas especies se usan o han usado en la alimentación humana, utilizándose fundamentalmente las semillas (cocidas o tostadas, sin el embrión amargo) y el rizoma (cocido o salteado). Como flor cortada, a pesar de su belleza, tienen poco uso por su corta duración. La planta entera se usa en jardinería para cubrir superficies de agua (estanques, etc.).

## Fósiles
Se conocen numerosos fósiles atribuibles a Nelumbo o parecidos a este (Nelumbites) desde el Cretácico superior. Se considera que la familia apareció hace unos 121-115 Ma.

## Posición sistemática
Las nelumbonáceas son un grupo de angiospermas que se incluyen en el clado de las eudicotiledóneas. En sistemas previos, han sido relacionadas con las ninfeáceas, con las que comparten algunos caracteres que pueden ser considerados o paralelismos o resultado de una evolución convergente por adaptación al hábitat acuático. Los datos obtenidos de la composición química y del análisis molecular de genes como el rbcL sostienen que la familia es una entidad diferente y alejada de las ninfeáceas. Basándose en datos moleculares y morfológicos, el APW (Angiosperm Phylogeny Website) considera que constituyen una familia del orden Proteales).

## Sinonimia
El género Nelumbo Adans., 1763 tiene los siguientes sinónimos:
- Nelumbium Juss., 1789. Variante ortográfica.
- Cyamus Sm., 1805.
- Tamara Roxb. ex Steud., 1841.

## Taxones específicos incluidos
Las dos especies del género (que algunos autores reducen a dos subespecies de una única especie, véase Borsch y Barthlott, 1994, en las referencias) se distinguen como sigue:
- Perianto amarillo pálido, los sépalos usualmente persistentes. Pedúnculos florales y pecíolos sin acúleos, de la misma altura. Núculas maduras 10-16 × 8-13 mm, normalmente menos de 1,25 veces tan largas como anchas.

Especie Nelumbo lutea Willd., 1799.
- Perianto rosa o blanco, caduco. Pedúnculos florales y pecíolos usualmente con acúleos o papilas duras, sobrepasando los pedúnculos a los pecíolos. Núculas maduras 10-20 × 7-13 mm, normalmente más de 1,5 veces tan largas como anchas.

Especie Nelumbo nucifera Gaertn., 1788.